# کوکنگن
کوکنگن (به هلندی: Kockengen) یک منطقهٔ مسکونی در هلند است که در استیختسه فخت واقع شده‌است. کوکنگن ۳٬۴۴۰ نفر جمعیت دارد.